# Resolutie 1412 Veiligheidsraad Verenigde Naties
Resolutie 1412 van de Veiligheidsraad van de Verenigde Naties werd unaniem door de VN-Veiligheidsraad aangenomen op 17 mei 2002. De resolutie schorste de reisbeperkingen die waren opgelegd tegen de Angolese rebellengroep UNITA voor drie maanden op.

## Achtergrond
Nadat Angola in 1975 onafhankelijk was geworden van Portugal, keerden de verschillende onafhankelijkheidsbewegingen zich tegen elkaar om te wedijveren over de macht. Onder meer Zuid-Afrika en Cuba bemoeiden zich met de burgeroorlog totdat onderhandelingen tot een akkoord leidden en ze zich in 1988 terugtrokken. Een akkoord in 1991 voorzag in verkiezingen. Toen de UNITA-rebellenbeweging die verloor, greep ze opnieuw naar de wapens. Een nieuw akkoord in 1994 leidde niet tot vrede. UNITA werd internationaal geconfronteerd met een embargo en steeds verder in het nauw gedreven door het regeringsleger. In 2002 werd ze door dat leger onthoofd, waarna ze zichzelf tot een politieke partij omvormde en demobiliseerde.

## Inhoud

### Waarnemingen
De Veiligheidsraad had eerder al laten weten bereid te zijn uitzonderingen op de maatregelen die met resolutie 1127 in 1997 waren opgelegd tegen UNITA te willen toestaan. Op 4 april waren Angola en UNITA opnieuw tot een akkoord gekomen.
UNITA moest meewerken aan de demobilisatie en haar soldaten inkwartieren en integreren in het reguliere leger en politie. In het belang van het vredesproces moesten UNITA-leden kunnen reizen, onder meer om de rebellenbeweging te reorganiseren.

### Handelingen
De Veiligheidsraad:
1. Beslist dat de maatregelen in paragraaf °4 (a) en (b) (reisbeperkingen) van resolutie 1127 voor negentig dagen opgeschort zijn.
2. Voor het einde daarvan zal worden beslist of de schorsing wordt verlengd.
3. Besluit actief op de hoogte te blijven.

## Verwante resoluties
- Resolutie 1374 Veiligheidsraad Verenigde Naties (2001)
- Resolutie 1404 Veiligheidsraad Verenigde Naties
- Resolutie 1432 Veiligheidsraad Verenigde Naties
- Resolutie 1433 Veiligheidsraad Verenigde Naties

Lijst ·  1387 ·  1388 ·  1389 ·  1390 ·  1391 ·  1392 ·  1393 ·  1394 ·  1395 ·  1396 ·  1397 ·  1398 ·  1399 ·  1400 ·  1401 ·  1402 ·  1403 ·  1404 ·  1405 ·  1406 ·  1407 ·  1408 ·  1409 ·  1410 ·  1411 ·  1412 ·  1413 ·  1414 ·  1415 ·  1416 ·  1417 ·  1418 ·  1419 ·  1420 ·  1421 ·  1422 ·  1423 ·  1424 ·  1425 ·  1426 ·  1427 ·  1428 ·  1429 ·  1430 ·  1431 ·  1432 ·  1433 ·  1434 ·  1435 ·  1436 ·  1437 ·  1438 ·  1439 ·  1440 ·  1441 ·  1442 ·  1443 ·  1444 ·  1445 ·  1446 ·  1447 ·  1448 ·  1449 ·  1450 ·  1451 ·  1452 ·  1453 ·  1454